# Arch Linux
Arch Linux je Linux distribucija koju karakteriziraju KISS princip (eng. Keep it simple, stupid), te kontinuirano ažuriranje paketa. Zbog te minimalističke vodilje te činjenice da ne sadrži grafičko sučelje za instalaciju niti za podešavanje sustava, često se smatra distribucijom za napredne korisnike. Arch Linux projekt je započet od strane Judda Vineta 2001. godine pod inspiracijom CRUX Linux distribucije te BSD sustava. Judd Vinet se 1. listopada 2007. godine povukao s pozicije voditelja projekta a naslijedio ga je Aaron Griffin.
Arch Linux razvija skupina od otprilike 25 članova, tzv. pouzdanih korisnika (eng. trusted users). Sav razvijeni kod razvijen od strane njih je dostupan pod GPL licencom.

## Dizajn
Arch Linux se uglavnom temelji na binarnim paketima. Oni su optimizirani za i686 i x86-64 mikroprocesore. Uz njih dostupan je i tzv. Arch Build System za automatiziranu kompilaciju izvornog koda. Glavni fokus Arch Linux distribucije je jednostavnost, fleksibilnost te brzina.

## Instalacija
Na Arch Linux internetskoj stranici su dostupne ISO slike koje se mogu pokretati s optičkih medija te USB pogona. Sȃma procedura instalacije se izvršava putem skriptiranih dijaloga na koje korisnik odgovara davanjem određenog unosa. Dodatna prilagodba sustava i proširenje se mora obaviti ručno naknadnim prijenosom datoteka s glavnih repozitorija.
Alternativa optičkom mediju ili USB pogonu postoji u vidu korištenja statičke inačice Pacman upravitelja paketa iz već postojećeg i prethodno instaliranog GNU/Linux operacijskog sustava. Korisnik u tome slučaju montira praznu particiju tvrdog diska dok Pacman na istu instalira pakete. Nakon toga je potrebno podesiti bootloader te dodatne postavke da bi se omogućio pristup instaliranome sustavu.s

## Konfiguracija
Temeljne postavke Arch Linux distribucije su sadržane u datoteci /etc/rc.conf što je slično distribucijama poput Gentoo. U toj datoteci se nalaze informacije poput imena računala, postavke tipkovnice, glavnih modula učitanih prilikom učitavanja sustava, vremenske zone, daemoni i slično.

## Upravljanje paketa
Za upravljanje svim paketima se koristi aplikacija Pacman. Pacman upravlja instalacijom paketa, nadogradnjom, uklanjanjem, vraćanjem starijih inačica te rješavanjem tzv. ovisnih paketa (paketi mogu zahtijevati instalaciju drugih paketa za normalan rad).

## Repozitorij
Postoji nekoliko službenih repozitorija paketa:
- core u kojemu se nalaze svi paketi potrebni za temeljnu početnu instalaciju sustava
- extra sadrži pakete koji nisu neophodni za početnu instalaciju ali su uglavnom potrebni prilikom redovitog desktop korištenja računala
- community paketi koje stvara Arch Linux zajedinca, glasuje za njih te ih zatim netko iz skupine "trusted user" učini dostupnim
- multilib sadrži pakete za podršku 32-bitnih aplikacija u 64-bitnoj okolini

Uz prethodno navedene repozitorije postoje i testing repozitoriji koji sadrže kandidate (često uranjene inačice paketa koje još nisu službeno izdate ili pak službeno izdati paketi u procesu testiranja) za preostale repozitorije. Sljedeći testing repozitoriji postoje:
- testing paketi koji kasnije ulaze u core i extra
- community-testing paketi namijenjeni za community repozitorij
- multilib-testing paketi za multilib repozitorij

## Inačice
Slično kao i distribucija Gentoo, Arch Linux nema prave inačice već koristi sustav čija je značajka neprekidno ažuriranje paketa bez adaptacije za neki specifičan datum izdavanja (što je pak slučaj kod distribucija kao što su Ubuntu ili Fedora). Unatoč tome, ISO slike se ponekad (u nepravilnim intervalima) ažuriraju s najnovijim paketima.

## Također pogledajte
- Linux distribucija
- Linux

## Vanjske poveznice
- (engl.) Službena Arch Linux stranica

- (engl.) Preuzimanje Arch Linux instalacijskog medija

- (engl.) Arch Linux internetski forumi

- (engl.) ArchWiki

- (engl.) Službeni vodič za instalaciju  Arhivirana inačica izvorne stranice od 29. rujna 2011. (Wayback Machine)

- (engl.) Neslužbeni vodič za početnike

- (engl.) Popis Arch Linux paketa

- (engl.) Arch Linux IRC kanali